# Akihabara dennō gumi: 2011 nen no natsuyasumi
Akihabara dennō gumi: 2011 nen no natsuyasumi (劇場版 アキハバラ電脳組 2011年の夏休み?) anche conosciuto come Cyberteam in Akihabara: 2011 Summer Vacations è un film d'animazione del 1999 diretto da Hiroaki Sakurai e Yoshitaka Fujimoto.
Il film è stato proiettato nelle sale giapponesi il 14 agosto 1999, prodotto da Production I.G e Xebec. La pellicola è ispirata alla serie televisiva anime Akihabara dennō gumi ed è stata proiettata in abbinamento a Utena la fillette révolutionnaire - The Movie: Apocalisse adolescenziale.

## Trama
È l'estate del 2011, e le ragazze del Cyber Team si stanno godendo l'estate separatamente, ma una minaccia nella loro città di Akihabara le costringe a riunirsi. La minaccia è rappresentata dal satellite artificiale "Primm Mobile" che vuole conquistare l'universo. Per fare ciò però il satellite ha bisogno prima di impossessarsi dei PataPi, i potentissimi giocattoli combattenti che ogni ragazza ha con sé. Riusciranno Hibame e le altre ragazze del Cyber Team a scamparla anche stavolta.

## Colonna sonora
- Sigla di apertura

Labyrinth cantata da Masami Okui
- Sigla di chiusura

HOT SPICE cantata da Masami Okui